# Niewidzialna kobieta
Niewidzialna kobieta (ang. Invisible Woman) – amerykański film z 1940 roku, będący połączeniem filmu grozy i komedii. Film jest kontynuacją obrazu Powrót niewidzialnego człowieka z 1940 roku.

## Treść
Profesor Gibbs wynajduje maszynę powodującą niewidzialność. W wyniku jej działania piękna modelka Kitty Carroll staje się niewidzialna. Kobieta sądzi, że dzięki temu zrealizuje swoje marzenia...

## Główne role
- Virginia Bruce - Kitty Carroll
- John Barrymore - Profesor Gibbs
- Mary Gordon - Pani Bates
- Shemp Howard - Frankie/"Hammerhead”
- Thurston Hall - Hudson
- Charles Lane - Pan Growley
- Maria Montez - Marie
- Kathryn Adams - Peggy
- Anne Nagel - Jean
- Margaret Hamilton - Pani Jackson
- Donald MacBride - Foghorn